# Conquista muçulmana da Síria
A conquista muçulmana da Síria refere-se à invasão por parte dos exércitos dos seguidores de Maomé da região conhecida como Bilade Xame, Levante ou Grande Síria, então parte do Império Bizantino, ocorrida na primeira metade do século VII. As primeiras tropas árabes muçulmanas chegaram às fronteiras do sul da região ainda antes da morte do Profeta em 632, resultando na batalha de Mutá em 629, mas a verdadeira invasão começou em 634 durante os governos dos califas ortodoxos Abacar e Omar, com Calide ibne Ualide como o mais importante comandante militar.

## Síria bizantina
A Síria esteve sob o domínio romano durante sete séculos antes na conquista árabe-muçulmana, tendo sido invadida por Persas Sassânidas em várias ocasiões nos séculos III, VI e VII; foi também alvo de raides por parte dos lacmidas aliados dos Sassânidas. Durante o período romano-bizantino, iniciado em 70 com a queda de Jerusalém, toda a região (Judeia, Samaria e Galileia) foi chamada Palestina e dividida nas dioceses I e II. Os Bizantinos também rebatizaram o território que incluía o Negueve, Sinai e a costa ocidental da península Arábica com o nome Palestina Salutar (ou Palestina Tércia), por vezes também chamada Palestina III.

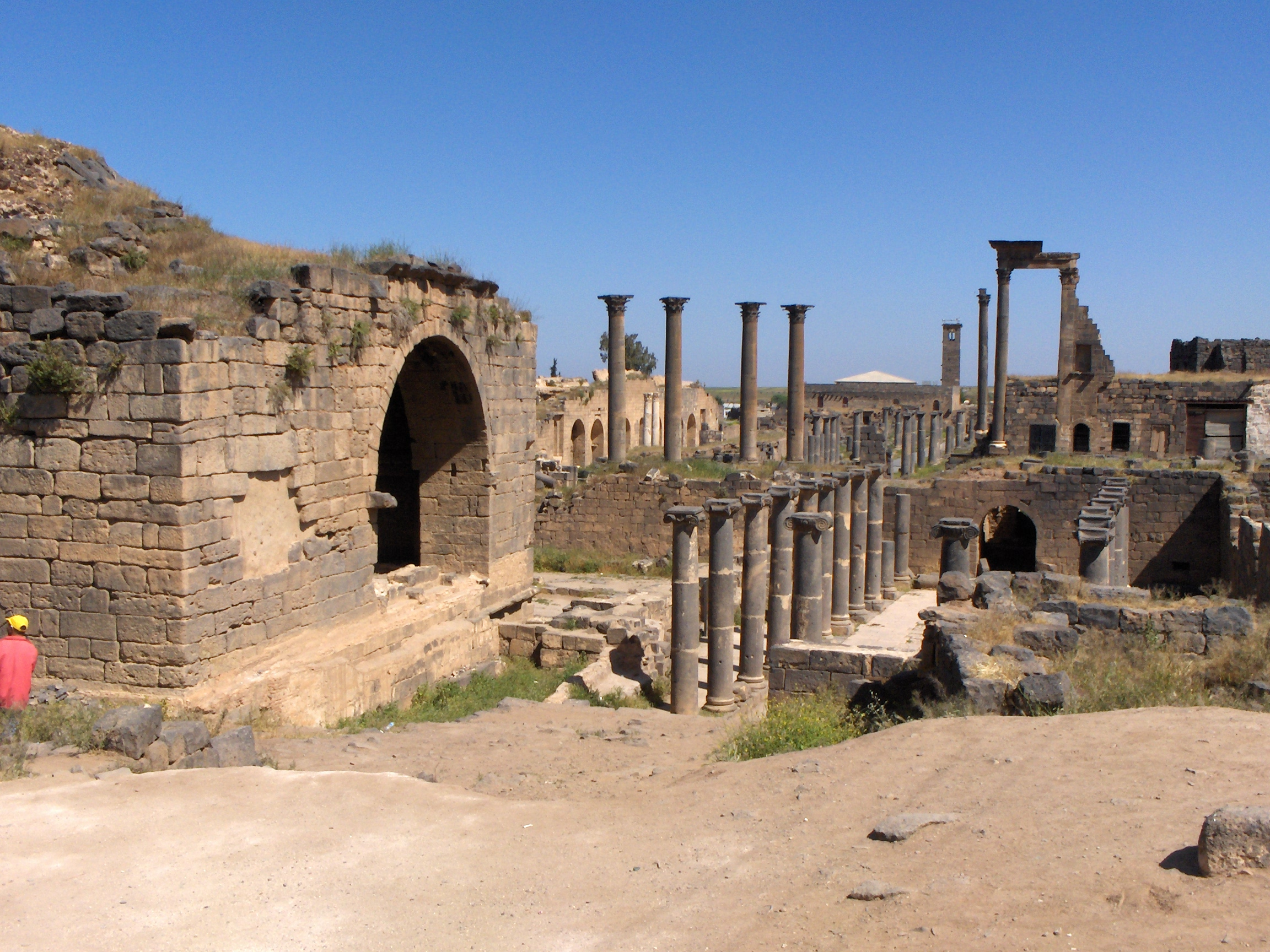
Ruínas da basílica cristã de Bostra, a capital dos Gassânidas, Árabes vassalos do Império Bizantino

Parte dessa região era governada pelo Reino Gassânida (símaco), um estado árabe vassalo dos bizantinos.. Durante a última das guerras bizantino-sassânidas, iniciada em 602 ou 603, os Persas liderados por Cosroes II (r. 590–628) lograram ocupar a Síria, Palestina e Egito por mais duma década antes de serem forçados a assinar o tratado de paz de 628 na sequência das vitórias de do imperador bizantino Heráclio (r. 610–641). Assim, na véspera das conquistas muçulmanas, os Bizantinos ainda se encontravam envolvidos no processo de reconstrução da sua autoridade nesses territórios, que em alguns casos tinham estado fora do seu controlo por mais de vinte anos.
Em termos político-administrativos, a região da Síria consistia em duas províncias. A Síria propriamente dita, que se estendia desde Antioquia e Alepo, a norte, até à margem norte do mar Morto. A oeste e sul deste mar situava-se a província da Palestina, que incluía os lugares sagrados para as três religiões abraâmicas. Parte da Síria era etnicamente árabe, especialmente nas áreas orientais e meridionais. Os Árabes habitavam essas áreas desde tempos pré-romanos e tinham abraçado o cristianismo desde que Constantino o legalizou no século IV. Os Árabes da Síria tiveram pouca influência política até à chegada dos poderosos imigrantes Gassânidas, originários do Iémem, que formaram um estado semiautónomo com o seu próprio rei, vassalo dos romanos/bizantinos. A dinastia gassânida tornou-e uma das dinastias principescas do Império, com o rei gassânida a governar os Árabes da Jordânia e sul da Síria desde a sua capital em Bostra. O último dos reis gassânidas, no poder quando se deu a invasão muçulmana, foi Gabalas VI.
Depois de reconquistar a Síria aos Sassânidas, Heráclio estabeleceu novas linhas de defesa desde Gaza até ao extremo sul do mar Morto. Estas linhas foram projetadas apenas para proteger as comunicações de bandidos e o grosso das defesas foram concentradas no norte da Síria, em frente aos inimigos tradicionais, os Persas. Essas linhas de defesa tinham uma falha, pois  permitiram que aos muçulmanos que emergiram do deserto a sul chegar a locais tão a norte como Gaza antes de encontrarem tropas regulares bizantinas. O século VII foi um tempo de  rápidas mudanças militares no Império Bizantino. Embora seja certo que o império não estava em estado de colapso quando enfrentou a nova ameaça vinda da Arábia depois de ter sido desgastado pelas recentes guerras com os Persas, fracassou em enfrentar o novo desafio de forma eficaz.

## Conquistas durante o reinado de Abacar

### Emergência do Califado
O profeta islâmico Maomé morreu em junho de 632 e Abacar foi nomeado califa e sucessor político em Medina. Pouco depois dessa nomeação, diversas tribos árabes revoltaram-se contra ele nas chamadas guerras Ridda (guerras da apostasia), que decorreram durante o 11º ano da Hégira (632-633). Quando esse ano islâmico terminou, em março de 633, a Arábia encontrava-se unida sob a autoridade central do califa de Medina.[carece de fontes?]
Não se sabe se a intenção de Abacar era empreender uma conquista imperial em grande escala, mas a o certo é que a a trajetória histórica iniciada por ele resultou na constituição de um dos maiores impérios da história, que começou com um confronto com o Império Sassânida liderado pelo general Calide ibne Ualide.[carece de fontes?]

### Início da invasão

Mapa do movimentos dos exércitos muçulmanos em abril de 634

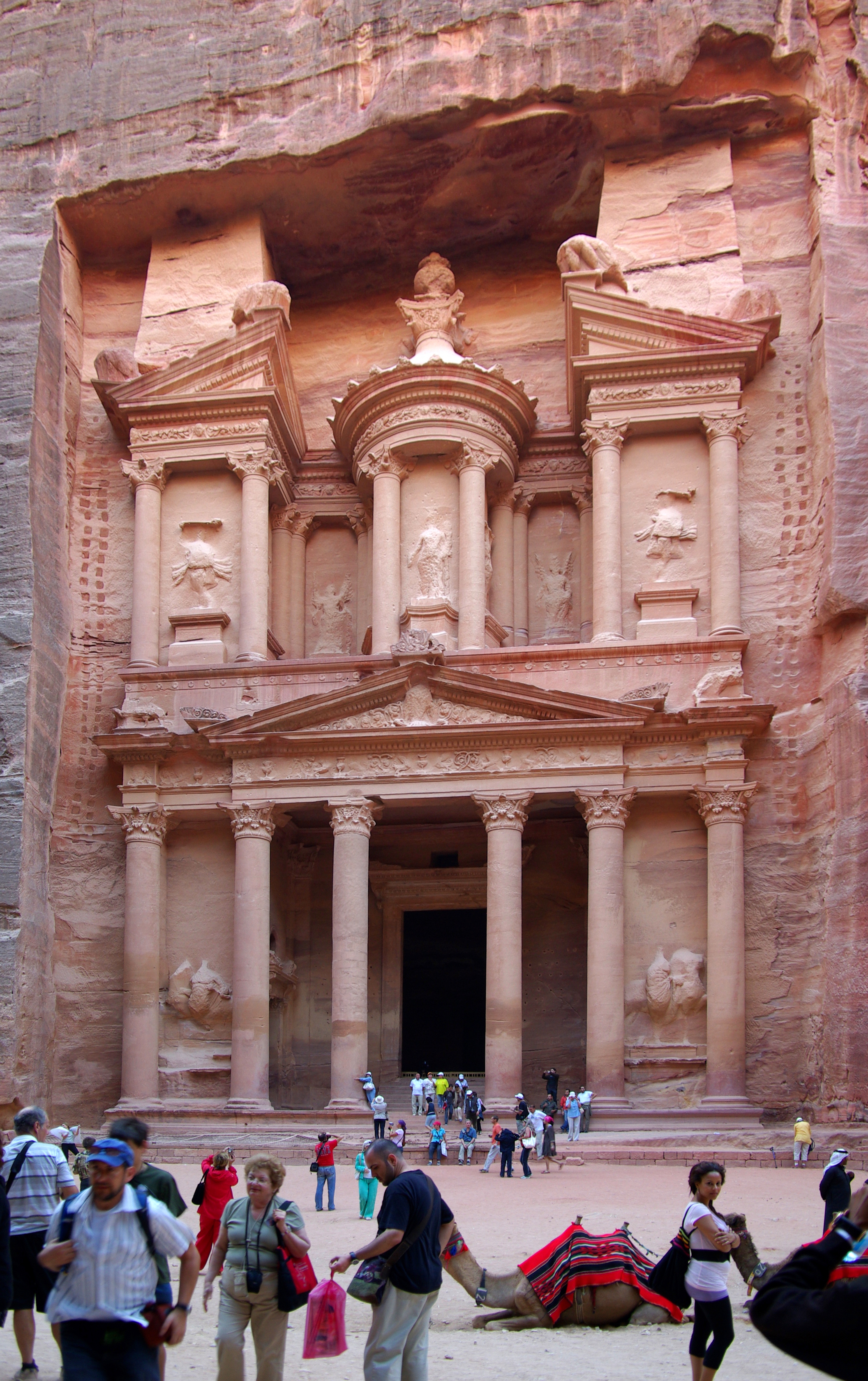
O templo Al Khazneh ("O Tesouro"), em Petra, uma das primeiras cidades da Síria (atualmente na Jordânia) conquistadas pelos muçulmanos

Depois de várias campanhas vitoriosas contra os Sassânidas e da conquista do Iraque, Calide estabeleceu a sua base naquele território. Enquanto combatia as forças sassânidas, também houve confrontos com os vassalos árabes dos Bizantinos, os Gassânidas. Em resposta ao apelo lançado em Medina, foram recrutados contingentes tribais em toda a península Arábica. Apenas as tribos que se tinham rebelado durante as guerras Ridda foram excluídas do recrutamento geral e permaneceram fora dos exércitos ortodoxos até 636, quando o califa Omar precisou de mais homens para as batalhas de  Jarmuque e de Cadésia. A tradição de formar exércitos com contingentes tribais manteve-se em uso até 636, quando Omar organizou o exército como um departamento estatal. Antes disso, Abacar organizou o exército muçulmano em quatro corpos, cada um com o seu comandante e objetivo específico.
Ao exército comandado por Anre ibne Alas foi atribuída missão de conquistar a Palestina, através de rota de Eilat e depois pelo vale de Arava. Iázide ibne Abi Sufiane marchou sobre Damasco através da rota de Tabuque. Xurabil ibne Haçana marchou sobre a Jordânia, seguindo pela mesma rota de Iázide. Abu Ubaidá ibne Aljarrá marchou sobre Emesa (Homs) através da mesma rota a seguir a Xurabil.
Desconhecendo a posição exata do exército bizantino, Abacar ordenou que todos os corpos se mantivessem em contacto uns com os outros para que pudessem ajudar-se mutuamente se os Bizantinos concentrassem o seu exército em algum dos setores de operação. Abu Ubaidá foi nomeado comandante em chefe de todo o exército para o caso de surgir a necessidade de concentrar todas as forças para uma grande batalha. Na primeira semana de abril de 634, as tropas muçulmanas começaram a deslocar-se dos seus acampamentos fora de Medina. A primeira unidade a sair foi a de Iázide, seguida das de Xurabil, Abu Ubaidá e Anre, cada uma delas separada por um dia de marcha. O califa Abacar caminhou durante algum tempo ao lado de cada um dos comandantes, a quem repetiu as seguintes palavras de despedida:
| “ | Na vossa marcha não sejam duros com vós próprios ou com o vosso exército. Não sejam ásperos com os vossos homens ou oficiais, a quem devem consultar em todos os assuntos. Sejam justos e renunciem à maldade e tirania, pois nenhuma nação que é injusta prospera ou alcança vitória sobre os seus inimigos. Quando encontrarem o inimigo não lhe virem as costas; pois quem vira as suas costas, exceto para manobrar para a batalha ou para se reagrupar, ganha a ira de Alá. A sua residência será o inferno, e que lugar terrível ele é! E quando tenham ganho uma vitória sobre os vossos inimigos, não matem mulheres ou crianças ou velhos and não abatam animais senão para comer. E não quebrem os pactos que fizerem. Vão encontrar pessoas que vivem como eremitas em mosteiros, que acreditam que desistiram de tudo por Deus. Deixem-nos em paz e não destruam os seus mosteiros. E encontrarão pessoas que são partidários de Satanás e adoradores da Cruz, que rapam o centro das suas cabeças de modo que se vê o escalpe. Ataquem-nos com as vossas espadas até que se submetam ao Islão ou paguem a jizia. Confio-vos ao cuidado de Alá. | ” |

Quando se dirigia para Damasco depois de passar por Tabuque, o exército de Iázide encontrou uma pequena unidade militar de Árabes cristãos que retirava depois duma escaramuça com a guarda avançada muçulmana. Iázide seguiu depois para a área onde do vale de Arava no extremo sul do mar Morto. Como o início da principal linha defensiva bizantina era na região costeira junto a Gaza, Iázide chegou ao vale de Arava ao mesmo tempo que Anre ibne Alas chegou a Eilat. Os dois destacamentos enviados pelos bizantinos para travar a entrada das tropas de Iázide e Anre na Palestina foram facilmente derrotados, embora tenham evitado que as forças ortodoxas lograssem chegar aos locais para onde tinham ordens de se dirigir.
Por seu lado, Abu Ubaidá e Xurabil continuaram a sua marcha e no início de maio de 634 chegaram à região entre Bostra e Jabia (Gabita). O imperador Heráclio, informado dos movimentos dos exércitos muçulmanos pelos espiões dos seus vassalos árabes, começou a planear a sua resposta. Seguindo as suas ordens, as forças bizantinas de várias guarnições estacionadas a norte começaram a dirigir-se para se reunirem em Ajenadaim.[a] Daí poderiam combater o exército de Anre e manobrar contra o flanco ou retaguarda do resto das tropas muçulmanas que estavam na Jordânia e sul da Síria.  Abu Ubaidá informou o califa dos movimentos dos Bizantinos na terceira semana de maio de 634. Devido ao facto de Abu Ubaidá não ter experiência de comando de forças militares em operações de grande envergadura, especialmente contra o poderoso exército bizantino, Abacar decidiu enviar Calide ibne Ualide para a frente síria para comandar as tropas muçulmanas.

### Ataque de Calide ibne Ualide a norte

Mapa do movimento do exército de Calide ibne Ualide em 634 a partir do Iraque

Calide dirigiu-se imediatamente para a Síria, abandonando Hira, no Iraque, onde se encontrava, no início de junho de 634, levando com ele cerca de 8 000 homens, metade do seu exército. Havia duas rotas para a Síria desde o Iraque, uma por Daumate Uljandal, e outra pela Mesopotâmia, passando por Raca. As tropas muçulmanas na Síria necessitavam urgentemente de reforços, o que levou Calide a evitar a rota convencional por Daumate, pois era mais longa e se a utilizasse levaria duas semanas a chegar ao destino. Também não optou por ir pela Mesopotâmia devido à presença de guarnições bizantinas naquela região e no norte da Síria e não era sensato confrontá-las quando os exércitos muçulmanos estavam a ser cercados. Calide optou então por uma rota não convencional mais curta, através do deserto Sírio. Segundo os relatos, os seus soldados marcharam nesse deserto durante dois dias sem uma única gota de água antes de alcançarem uma nascente num oásis. Calide entrou no norte da Síria, onde atacou o flanco desprevenido dos  Bizantinos, que não esperavam um ataque por esse lado, ocupados como estavam em combater os outros exércitos muçulmanos a sul.
As primeiras conquistas de Calide foram Sawa, Arak e a cidade histórica de Tadmur (antiga Palmira). Al-Sukhnah, Al-Qaryatayn e Hawarin foram capturadas após as batalhas de Qarteen e de Hawareen. Calide marchou então em direção Damasco, passando pelo passo de montanha atualmente chamado Sanita Alucabe (passo de Ucabe, "da águia"), do nome do estandarte do exército de Calide. Aí mudou de direção e dirigiu-se para Bostra, a capital gassânida, ordenando aos outros comandantes muçulmanos que concentrassem as suas tropas, que ainda se encontravam na fronteira árabe-síria, em Bostra. Em julho de 634, Calide derrotou um exército gassânida na batalha de Marj al-Rahit.

### Derrota final dos Gassânidas e batalha de Ajenadaim

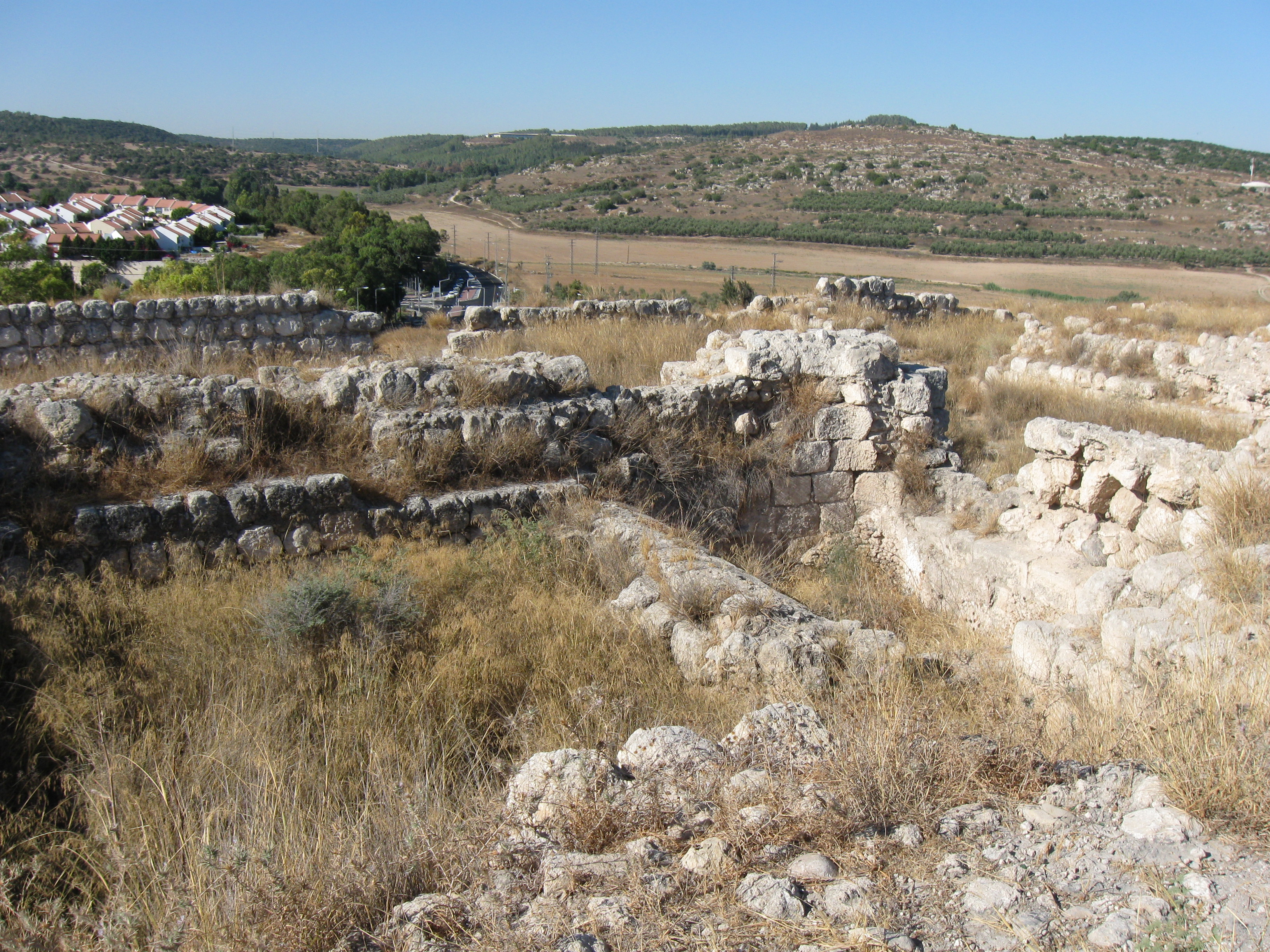
Estação arqueológica nas imediações da atual cidade israelita de Bete-Semes, perto de onde se travaram as duas batalhas de Ajenadaim

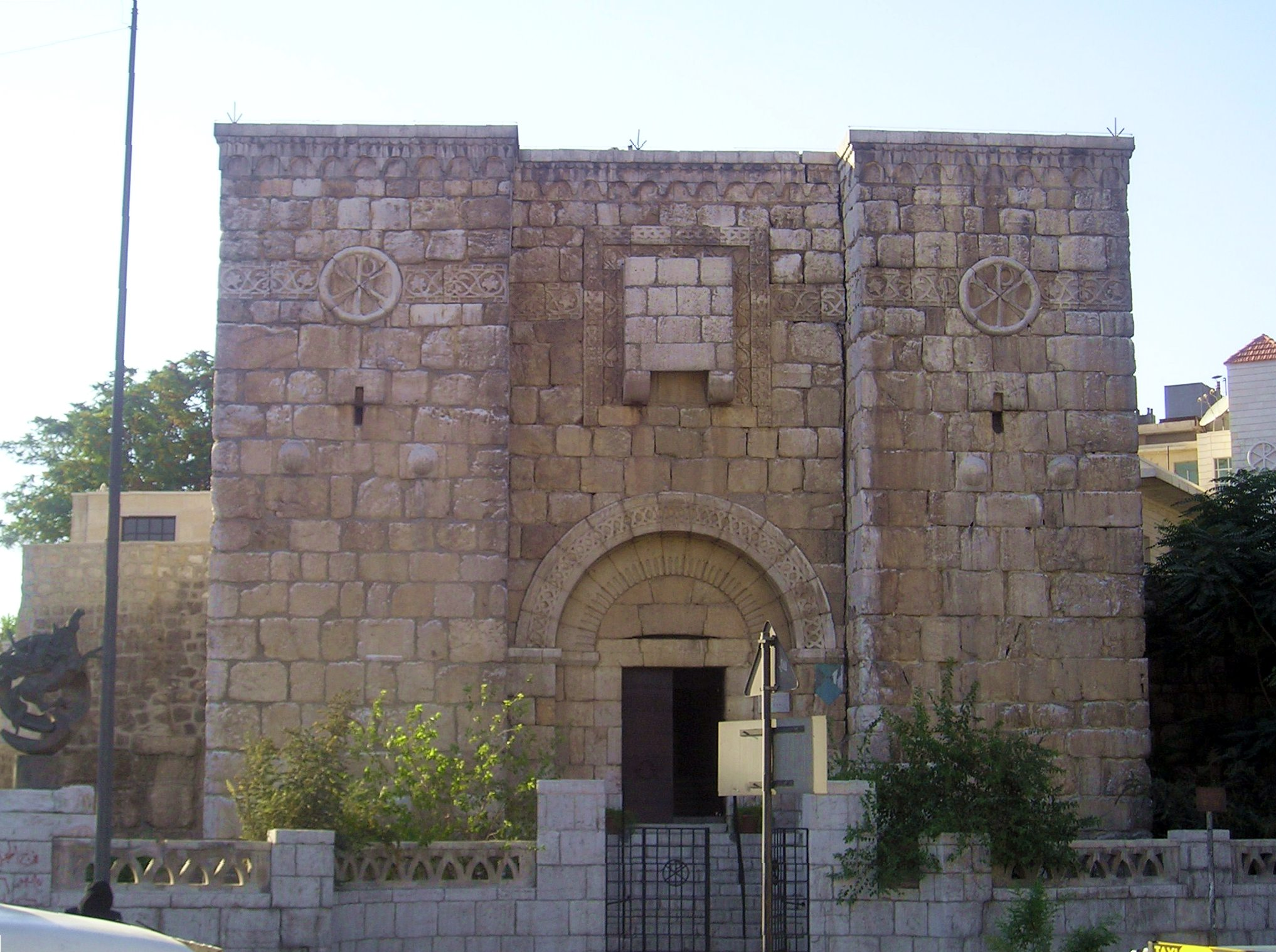
Bab Kisan, uma das oito portas da antiga Damasco, atualmente uma capela católica grega

Entretanto, Abu Ubaidá, o comandante supremo dos exércitos muçulmanos na Síria, tinha ordenado a Xurabil que atacasse Bostra. Xurabil cercou a cidade com o seu pequeno exército de 4 000 homens. Tendo-se apercebido de que as tropas sitiantes podiam ser a guarda avançada duma força maior, a guarnição bizantina e gassânida decidiu atacar e esmagar as tropas de Xurabil. Saíram da cidade fortificada, atacaram os muçulmanos cercando-os por todos os lados. Xurabil só não foi derrotado porque Calide chegou ao local com a sua guarda avançada de cavalaria. As forças conjuntas de Calide, Xurabil e Abu Ubaidá prosseguiram o cerco a Bostra, que acabaria por se render em data incerta em meados de julho de 634. Esta derrota marcou o fim efetivo da dinastia Gassânida.
De acordo com as instruções do califa, Abu Ubaidá abandonou o comando dos exército muçulmanos na Síria, que passou para Calide. Entretanto, as tropas bizantinas estavam a concentrar-se em Ajenadaim.[a] para expulsarem os invasores de volta para o deserto. As fontes muçulmanas mais antigas referem que os Bizantinos teriam reunido em Ajenadaim entre 90 e 100 mil soldados, mas a maioria dos historiadores modernos duvidam desses números. Seguindo as instruções de Calide, todas as tropas muçulmanos se concentraram igualmente em Ajenadaim, onde a 30 de julho foi travada a decisiva batalha de Ajenadaim, que se saldou numa derrota dos Bizantinos e deixou a Síria vulnerável aos invasores.

### Conquista de Damasco
Calide decidiu então conquistar de Damasco, o reduto bizantino a cargo de Tomás, um genro do imperador Heráclio. Sabendo por espiões da marcha de Calide sobre Damasco, Tomás preparou a defesa da cidade. Escreveu ao imperador, que se encontrava em Emesa pedindo reforços e, tentando ganhar tempo para se preparar melhor para um cerco, enviou tropas com a missão de travarem, ou pelo menos atrasarem o avanço do exército muçulmano. Em meados de agosto de 634, uma força bizantina foi derrotada na batalha de Yaqusa, travada perto do lago Tiberíades, a menos de 150 km de Damasco. Outro exército bizantino que tentou deter os muçulmanos foi derrotado na Batalha de Marje Alçafar a 19 de agosto de 634. Estes combates atrasaram o avanço de Calide e deram tempo suficiente a Tomás para preparar a defesa de Damasco. Entretanto, chegaram reforços à cidade, que tinham sido enviados por Heráclio quando soube do sucedido em Ajenadaim. Porém, os invasores chegaram às portas de Damasco a 20 de agosto e cercaram a cidade antes que outros regimentos enviados por Heráclio tivessem logrado chegar a Damasco.
Para isolar os sitiados, do resto da região, Calide colocou destacamentos a sul da estrada para a Palestina e a norte, na estrada para Emesa, além de vários destacamentos mais pequenos noutras estradas que conduziam a Damasco. Os reforços de Heráclio foram intercetados e desbaratados na Batalha de sanita Alucabe, a 45 km de Damasco. Os sitiantes resistiram a três surtidas dos bizantinos que tentavam romper o cerco. Segundo algumas fontes, o assalto final e vitorioso dos muçulmanos deu-se a 18 de setembro de 634 depois de 30 dias de cerco,  mas outras fontes referem que o cerco teria durado entre quatro e seis meses.

## Conquistas durante o reinado de Omar
Abacar morreu a 22 de agosto, enquanto durava o cerco de Damasco. Omar, o novo califa, destituiu o seu primo Calide do comando dos exércitos muçulmanos na Síria, substituindo-o por Abu Ubaidá ibne Aljarrá. Abu Ubaidá recebeu a carta da sua nomeação quando o cerco ainda decorria, mas só a divulgou quando a cidade foi tomada. Posteriormente, Calide jurou fidelidade ao novo califa e continuou ao serviço como comandante ordinário sob as ordens de Abu Ubaidá. A cadência das operações abrandaram sob o comando de Abu Ubaidá, pois este movia-se de forma mais lenta e firme, em contraste com a rapidez das operações de Calide. No entanto, a conquista da Síria prosseguiu e Abu Ubaidá, um admirador de Calide, fê-lo comandante da cavalaria e confiou muito nos seus conselhos durante toda a campanha.

### Batalha de Maraje Aldebaje
Quando Heráclio soube da queda de Damasco, abandonou Emesa e foi para Antioquia. Foi assinado um acordo de paz, no qual era garantida a paz aos habitantes locais em troca dum tributo anual e era concedida ao exército bizantino uma trégua de três dias para que pudesse retirar-se para o mais longe que pudesse. Finda essa trégua, usando um atalho desconhecido, a cavalaria muçulmana comandada por Calide atacou as tropas bizantinas em retirada na batalha de Maraje Aldebaje, travada 300 km a norte de Damasco, a pouca distância de Antioquia, nas montanhas de An-Nusayriyah (Jabal Ansariya).

### Conquista do Levante Central
Pouco depois de Abu Ubaidá ter sido nomeado comandante em chefe, enviou um pequeno destacamento à feira anual de Abu-al-Quds (atualmente Abla, perto de Zalé), no vale do Beca, 50 km a leste de Beirute. Nas proximidades encontrava-se uma guarnição bizantina e árabe cristã, mas a sua dimensão foi mal calculada pelos informadores muçulmanos. As tropas ortodoxas foram rapidamente cercadas e estavam prestes a ser esmagadas quando Calide chegou em seu socorro com o exército muçulmano. Tendo recebido novas informações, Abu Ubaidá enviou Calide em auxílio do pequeno destacamento. A guarnição bizantina foi derrotada na batalha Abu-al-Quds, travada a 15 de outubro de 634, e os muçulmanos regressaram às suas bases carregados com toneladas de butim do saque da feira e centenas de prisioneiros bizantinos.
A conquista da Síria central constituiu mais um duro golpe para os Bizantinos, nomeadamente porque as comunicações entre o norte da Síria e a Palestina foram cortadas. Abu Ubaidá decidiu então marchar sobre Fahl (Pela ou Tabaqat Fahl em árabe, também chamada Berenice), onde estava estacionada uma forte guarnição bizantina e onde se encontravam os sobreviventes da batalha de Ajenadaim. A região era de grande importância estratégica, pois dali o exército podia lançar ataques a leste e cortar as comunicações com a Arábia. Além disso, com esta grande força inimiga na retaguarda, os muçulmanos não podiam invadir a Palestina. As tropas bizantinas de Fahl acabaram derrotadas na batalha de Fahl, travada a 23 de janeiro de 635.

### Conquista da Palestina
Seguidamente, os exércitos muçulmanos consolidaram as suas conquistas no Levante. Xurabil e Anre penetraram mais no interior da Palestina depois da decisiva batalha de Fahl. Bete-Seã rendeu-se depois de oferecer pouca  resistência, seguindo-se-lhe Tiberíades em fevereiro de 635. Depois de ser informado acerca das posições e da força do exército bizantino na Palestina, o califa Omar escreveu instruções detalhadas para os comandantes das unidades militares na Palestina e ordenou a Iázide que conquistasse a costa mediterrânica. Obedecendo a essas ordens, os exércitos de Anre e Xurabil marcharam para Ajenadaim, onde se encontrava uma poderosa guarnição bizantina, que foi derrotada na segunda batalha de Ajenadaim. A seguir a esta vitória Xurabil e Anre separaram-se — Anre foi conquistar Flávia Nápoles, Amawas, Gaza e Yavne, para completar a conquista da Palestina, enquanto que Xurabil se dirigiu para a costa, para atacar Acre e Tiro. Iázide avançou desde Damasco para capturar os portos de Sidom, Arca, Jabail e Beirute. No final de 635, a Palestina, Jordânia e sul da Síria, à exceção de Jerusalém e Cesareia, estavam em mãos muçulmanas. Por ordem de Omar, Iázide cercou Cesareia; o cerco foi depois levantado, mas foi retomado depois da batalha de Jarmuque, tendo a cidade acabado por cair em 640.

### Batalha de Jarmuque
Depois de capturar Emesa, os muçulmanos deslocaram-se para norte, para conquistarem todo o norte da Síria. Calide levou consigo a sua guarda móvel, atuando como guarda avançada, para lançar raides naquela região. Em Xaizer, Calide intercetou uma caravana que levava provisões para Cálcis. Os prisioneiros então feitos foram interrogados e informaram os muçulmanos acerca do ambicioso plano de Heráclio para retomar a Síria. Mencionaram que um exército de talvez 200 000 homens estava prestes a chegar para recapturar os territórios perdidos. Isso fez com que Calide parasse imediatamente o raide.
Depois da sua experiência passada, Heráclio evitava agora batalhas em campo aberto com os muçulmanos. Os seus planos eram enviar reforços maciços para todas as principais cidades, isolar as unidades muçulmanas umas das outras e seguidamente cercá-las e destruí-las. Parte destes planos passava por coordenar os seus ataques com Isdigerdes III, o imperador dos até há pouco seus inimigos Sassânidas. Em 635, Isdigerdes tinha procurado fazer uma aliança com Heráclio. Este ofereceu em casamento a sua filha (ou neta, segundo a tradição) Maniam, um gesto tradicional romano para celebrar uma aliança. Enquanto Heráclio preparava uma grande ofensiva no Levante, Isdigerdes deveria levar a cabo um contra-ataque na sua frente do Iraque. Supostamente estas operações deveriam ser um ataque bem coordenado pelos dois imperadores para aniquilar o seu inimigo comum, o califa Omar. No entanto, assim não aconteceu. É provável que Omar tivesse sido informada desta aliança através de espionagem, e encetou negociações de paz com Isdigerdes, aparentemente convidando-o a juntar-se ao Islão. Quando Heráclio lançou a sua ofensiva em maio de 636, Isdigerdes não cumpriu a sua parte dos planos, provavelmente devido às condições políticas adversas do seu governo.

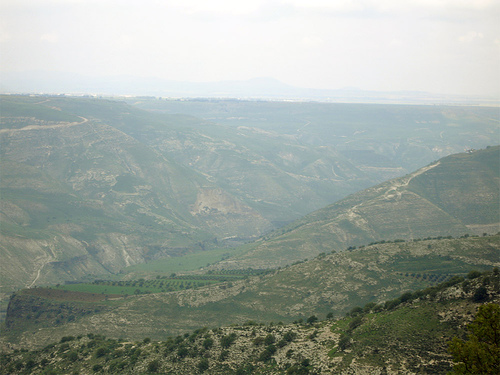
Vista distante do local da batalha de Jarmuque

Em junho de 636 Heráclio enviou cinco exércitos massivos para reconquistar a Síria. Percebendo o plano dos Bizantinos, Calide receou que os exércitos muçulmanos ficassem isolados e fossem destruídos um por um. Sugeriu então a Abu Ubaidá, num conselho de guerra, que todas as forças muçulmanas fossem reunidas num só local para travar uma batalha decisiva com os Bizantinos. Abu Ubaidá seguiu esse conselho e e ordenou a todos os seus exércitos na Síria que retirassem dos territórios conquistados e se concentrassem em Gabita. Esta manobra frustrou os planos de Heráclio, pois este não desejava envolver-se numa batalha em campo aberto, na qual os muçulmanos podia usar a sua cavalaria ligeira de forma mais eficiente. Novamente aconselhado por Calide, Abu Ubaidá ordenou às suas tropas que retirassem de Jabia e fossem para a planície do rio Jarmuque, onde a cavalaria poderia ser usada mais eficazmente. Enquanto os exércitos muçulmanos se reuniam em Jarmuque, Calide intercetou e desbaratou a guarda avançada bizantina, o que assegurou a segurança da retirada dos muçulmanos das terras conquistadas. Os exércitos muçulmanos chegaram à planície de Jarmuque em julho de 636. Uma semana ou duas depois, cerca de meados de julho, cegou o exército bizantino. O comandante em chefe bizantino, Vaanes, ordenou um ataque levado a cabo pelas tropas árabes cristãs do rei gassânida Gabalas VI para testar a força dos muçulmanos. A guarda móvel de Calide derrotou e destroçou os Gassânidas naquilo que foi o último recontro antes da grande batalha começar.
As negociações entre as duas partes continuaram. Calide encontrou-se pessoalmente com Vaanes no acampamento bizantino. Entretanto os muçulmanos receberam reforços enviados pelo califa Omar. Num conselho de guerra, Abu Ubaidá transferiu o comando do seu exército a Calide, que atuou como comandante no terreno durante a batalha e foi o estratega da aniquilação do exército bizantino. A batalha começou finalmente a 15 de agosto e durou seis dias. Terminou com uma derrota devastadora para os Bizantinos, sendo considerada uma das batalhas mais decisivas da história, pois selou definitivamente o destino dos Bizantinos. A dimensão da derrota foi de tal modo grande que os Bizantinos levaram vários anos a recuperar dela e deixou todo o Império Bizantino vulnerável aos invasores muçulmanos. Foi a maior batalha alguma vez travada em solo sírio até então e é considerada uma maravilha tática de Calide.
Quanto a Isdigerdes, possivelmente confundido e enleado nas táticas enganosas de Omar,[carece de fontes?] não cumpriu a sua parte do acordo com Heráclio de lançar um ataque a leste, o que contribuiu para que os muçulmanos se pudessem concentrar no sul da Síria. O xá acabou por perder o seu exército imperial na batalha de Cadésia em meados de novembro de 636, três meses depois de fiasco bizantino de Jarmuque, tendo perdido o controlo da Pérsia ocidental.

### Conquista de Jerusalém

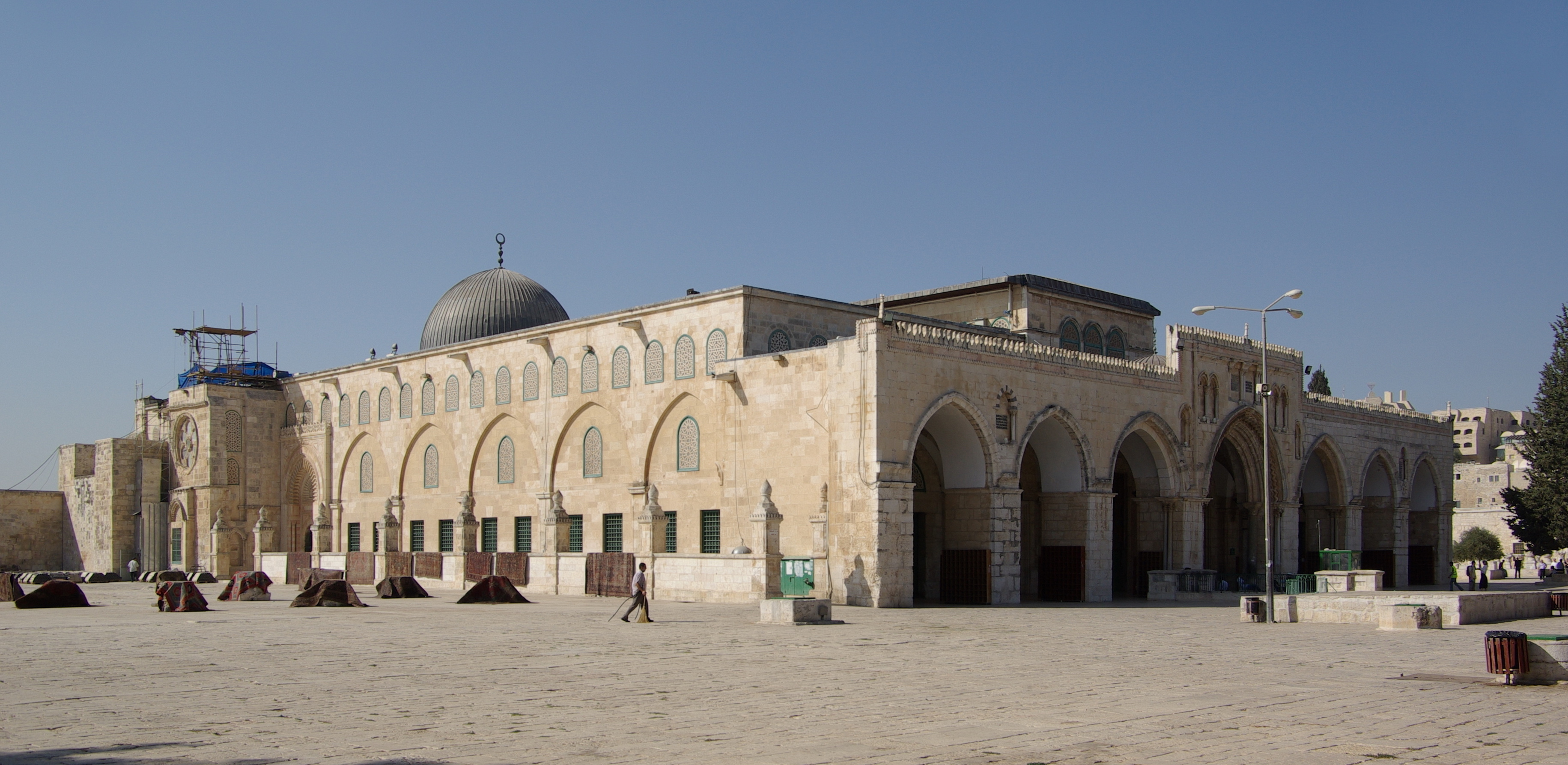
Mesquita de Al-Aqsa, em Jerusalém, construída no final do século VII e um dos locais mais sagrados do Islão

Com o exército estilhaçado e desbaratado, os muçulmanos retomaram rapidamente o controlo dos territórios que tinham conquistado antes da batalha de Jarmuque. Abu Ubaidá reuniu-se com os seus altos comandantes, incluindo Calide, para decidir as conquistas futuras. Decidiu-se conquistar Jerusalém. O cerco a esta cidade durou quatro meses, ao fim dos quais a cidade concordou em render-se, mas apenas ao califa Omar em pessoa. Anre ibne Alas sugeriu que Calide fosse enviado como sendo o califa, devido à sua grande semelhança física com Omar, mas Calide foi reconhecido e o califa teve que ir pessoalmente a Jerusalém para aceitar a rendição da cidade em abril de 637.
Depois da conquista de Jerusalém os exércitos muçulmanos voltaram a separar-se. As tropas de Iázide foram para Damasco e conquistaram Beirute. Os exércitos comandados por Anre e Xurabil conquistaram o resto da Palestina, enquanto Calide partiu à conquista de todo o norte da Síria à frente de 17 000 homens.

### Conquista do norte da Síria
Com Emesa já capturada, Abu Ubaidá e Calide deslocaram-se para Cálcis, o mais importante forte bizantino em termos estratégicos. A partir de Cálcis os Bizantinos conseguiam defender a Anatólia, a Arménia bizantina, terra natal de Heráclio, e a capital regional de Antioquia. Abu Ubaidá enviou Calide com a sua cavalaria de elite, a guarda móvel, para Cálcis. O forte era defendido por tropas gregas sob o comando de Menas, que segundo as fontes gozava de grande prestígio, só ultrapassado pelo próprio imperador.

Mapa da conquista do norte da Síria entre setembro de 636 e dezembro de 637

Divergindo das táticas convencionais bizantinas, Menas decidiu enfrentar Calide e destruir a guarda avançada do exército muçulmano antes que o corpo principal conseguisse alcançá-la em Hazir, cinco quilómetros a leste de Cálcis. O combate ocorrido em junho de 637, conhecido como batalha de Hazir, saldou-se em mais uma vitória muçulmana, que levou o califa Omar a elogiar o génio militar de Calide, que alegadamente teria dito:
| “ | Calide é o verdadeiro comandante. Que Alá tenha piedade de Abacar. Ele era melhor avaliador de homens do que eu tenho sido. | ” |
|   | — Califa Omar. |   |

Abu Ubaidá juntou-se pouco depois a Calide no virtualmente inexpugnável forte de Cálcis, que se rendeu em data incerta em junho de 637. Com esta vitória estratégica o território a norte de Cálcis ficou à mercê dos muçulmanos. Calide e Abu Ubaidá continuaram a sua marcha para norte e cercaram Alepo, que foi conquistada depois de feroz resistência de tropas bizantinas em outubro de 637.
O objetivo seguinte era a esplêndida cidade de Antioquia, a capital da zona asiática do Império Bizantino. Antes de marcharem sobre Antioquia, Calide e Abu Ubaidá decidiram isolar a cidade da Anatólia. Para isso, enviaram destacamentos para norte para eliminar quaisquer forças bizantinas e capturaram a cidade guarnição de Azaz, 20 km a noroeste de Alepo. Dali os muçulmanos atacaram Antioquia do lado oriental. Para salvar o império da aniquilação, foi travada uma batalha desesperada entre as tropas muçulmanas e os defensores de Antioquia, conhecida popularmente como batalha da Ponte de Ferro. O exército bizantino era composto por sobreviventes da batalha de Jarmuque e outras campanhas da Síria. Depois de terem sido derrotados, os Bizantinos retiraram para Antioquia e os muçulmanos cercaram a cidade.
Com pouca esperança de receber ajuda do imperador, Antioquia rendeu-se em outubro de 637 com a condição de que fosse concedida passagem segura para Constantinopla a todas as tropas. Abu Ubaidá enviou Calide em direção a norte e ele próprio marchou para sul e conquistou Lataquia, Jabala, Tartus e as áreas costeiras a ocidente das montanhas do Antilíbano. Calide foi para norte, onde levou a cabo raides que chegaram até ao rio Quizil-Irmaque (Hális), no interior da Anatólia.

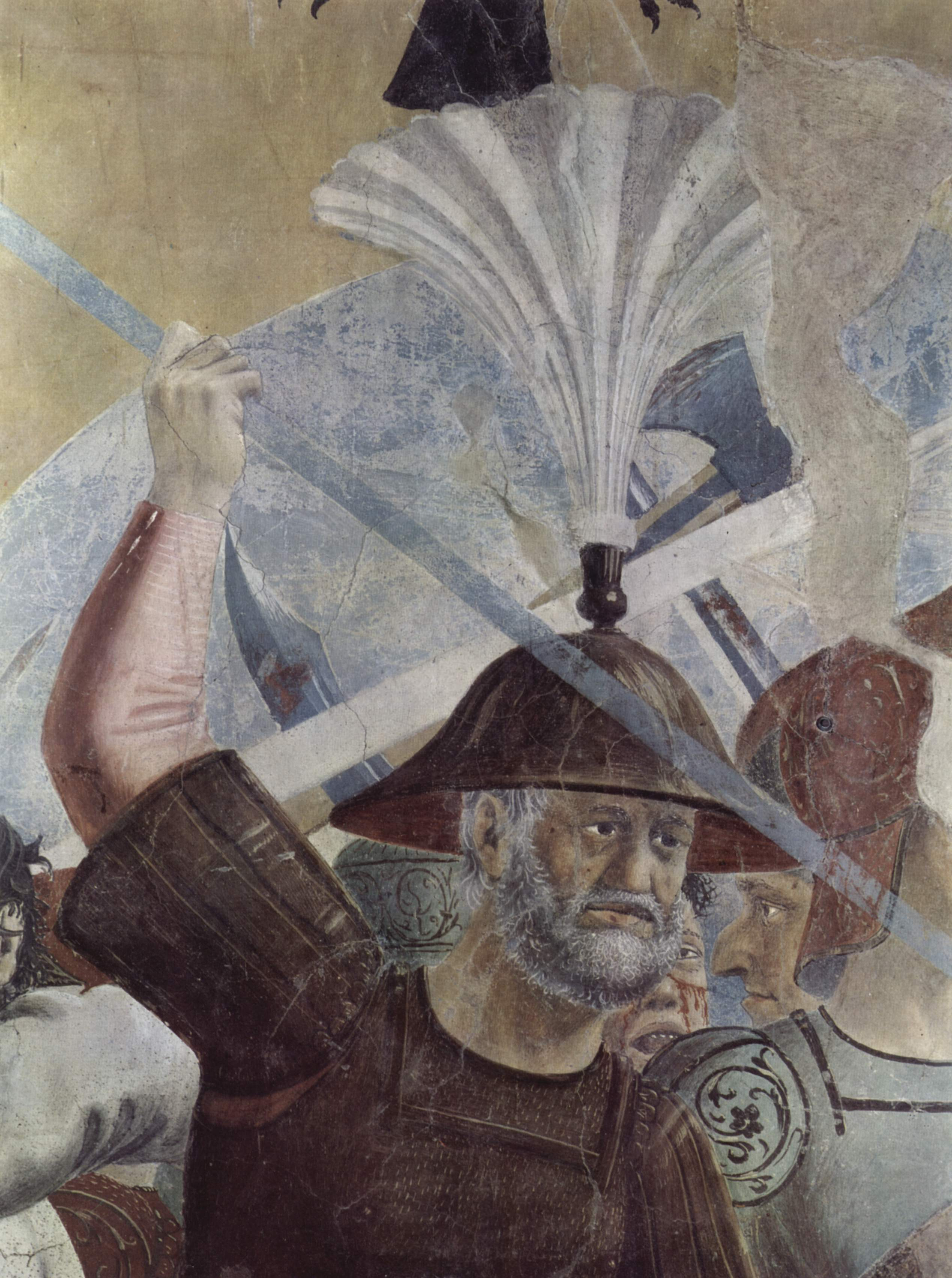
O imperador bizantino Heráclio num detalhe dos frescos da Basílica de São Francisco de Assis em Arezo, da autoria de Piero della Francesca

O imperador Heráclio já tinha saído de Antioquia para ir para Edessa (atual Şanlıurfa) antes da chegada dos muçulmanos. Antes de partir para a sua capital, Constantinopla, preparou as defesas da Alta Mesopotâmia (al Jazira em árabe) e da Arménia. No caminho para Constantinopla escapou por um truz a cruzar-se com Calide, quando este se dirigia a sul, para Mambije,  depois de conquistar Marache. Heráclio apressou-se a tomar o caminho das montanhas, e ao passar pelas Portas da Cilícia terá dito:
| “ | Até à vista, um longo até à vista para a Síria, a minha bela província. Agora és uma infiel (inimiga). A paz seja contigo, oh Síria — que bela terra hás-de ser para as mãos inimigas. | ” |
|   | — Heráclio. |   |

Após a derrota devastadora em Jarmuque, o Império Bizantino ficou extremamente vulnerável à invasão muçulmana. Restando-lhe poucos recursos militares, Heráclio já não tinha condições para tentar voltar militarmente à Síria. Para ganhar tempo para preparar a defesa do resto do seu império, Heráclio precisava de manter os muçulmanos ocupados na Síria, pelo que procurou o apoio dos Árabes cristãos da Alta Mesopotâmia, que reuniram uma grande exército e marcharam contra Emesa, onde Abu Ubaidá tinha estabelecido o seu quartel-general. Abu Ubaidá retirou todas as suas tropas do norte da Síria para Emesa, que foi cercada pelos Árabes cristãos. Calide era a favor duma batalha em campo aberto fora do forte, mas Abu Ubaidá pediu instruções ao califa, que resolveu o assunto de forma brilhante. Omar enviou um destacamento de exércitos árabes do Iraque para invadirem a Alta Mesopotâmia, terra natal dos atacantes, através de três rotas diferentes. Além disso, outro destacamento foi enviado do Iraque para Emesa, comandado por Caca ibne Anre, um veterano de Jarmuque que tinha sido enviado para o Iraque para a batalha de Cadésia. O próprio Omar comandou uma força de mil homens que saiu de Medina em direção a Emesa.
Quando os cristãos árabes souberam da invasão muçulmana da sua terra, abandonaram rapidamente o cerco e retiraram precipitadamente para lá. Nesse momento, Calide e a sua guarda móvel saíram do forte e desbarataram o exército inimigo atacando-o pela retaguarda. As represálias do califado sobre os Árabes cristãos forma ferozes. Omar ordenou a Sade ibne Abi Uacas, o comandante do exército ortodoxo no Iraque, que enviasse um exército comandando por Aiade ibne Ganam para conquistar a região entre os rios rio Tigre e Eufrates até Urfa. Até ao fim de 638, senão antes (algumas fontes falam no fim do verão), toda a Alta Mesopotâmia (Jazira), o último reduto do Império Bizantino no Médio Oriente estava nas mãos dos muçulmanos, com a maior parte dos locais tendo-se rendido pacificamente e aceitado pagar a jizya, o imposto islâmico exigido aos não muçulmanos.

### Campanhas na Arménia e Anatólia

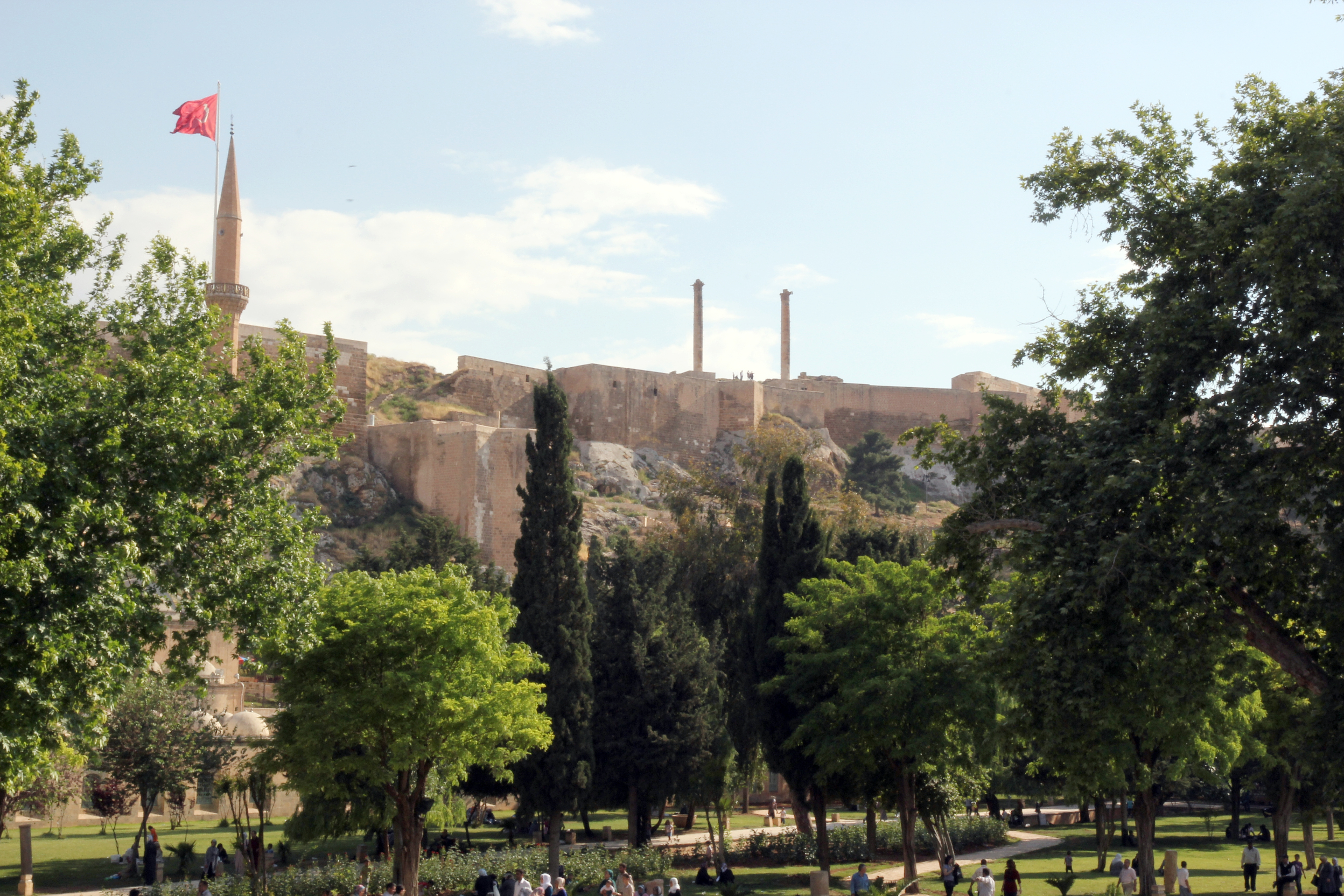
Castelo de Şanlıurfa, nome atual da antiga Edessa

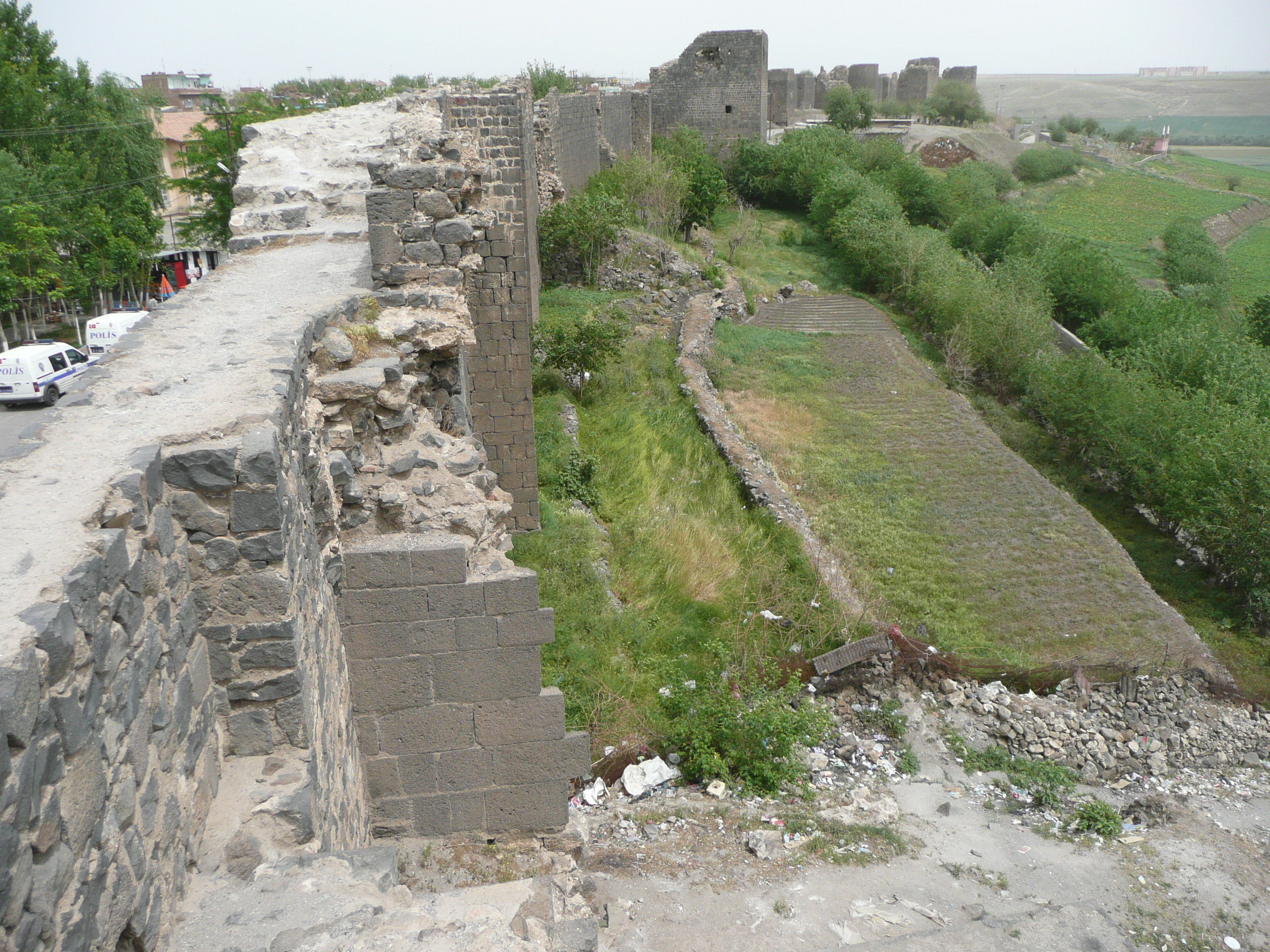
Muralhas de Diarbaquir (antiga Amida)

Depois da conquista de al Jazira, Abu Ubaidá enviou Calide e Ayaz ibn Ghanam invadirem o território bizantino a norte da Mesopotâmia. Os dois comandantes marcharam separadamente e capturaram Edessa (atual Şanlıurfa), Amida (atual Diarbaquir), Melitene (atual Malatya) e toda a Arménia até à planície de Ararate, além de levarem a cabo raides na Anatólia do norte e do centro. Heráclio tinha já evacuado os fortes entre Antioquia e Tartus para criar uma zona tampão ou terra de ninguém entre as áreas controladas pelos muçulmanos e o resto da Anatólia. Omar suspendeu temporariamente as invasões, ordenando aos seus exércitos que não avançassem mais para o interior da Anatólia e ordenou a Abu Ubaidá que consolidasse o seu governo na Síria, para onde tinha sido nomeado governador. Alegadamente, Omar teria então dito:
| “ | Quem me dera que houvesse uma muralha de fogo entre nós e os Romanos, de modo que eles não conseguissem entrar no nosso território nem nós conseguíssemos entrar no eles.[carece de fontes?] | ” |
|   | — Califa Omar. |   |

A destituição de Calide do exército e uma seca seguida duma praga no ano seguinte foram possivelmente fatores determinantes para que os exércitos do califado não tenham invadido a Anatólia. A expedição à Anatólia e à Arménia marcou o fim da carreira militar de Calide.

## Reinado de Otomão
Durante o reinado do califa Otomão, o imperador bizantino Constantino III decidiu reconquistar o Levante. Foi planeada uma invasão em larga escala e foi enviada uma uma grande força para para reconquistar a Síria. Moáuia, o governador da região, pediu reforços e Otomão ordenou ao governador de Cufa que enviasse um contingente, que juntamente com a guarnição da Síria derrotasse o exército bizantino no norte da Síria.
Otomão autorizou também Moáuia a criar uma marinha de guerra. Das suas bases na Síria os muçulmanos usaram os seus navios para capturar o Chipre em 649, Creta e depois Rodes. Isto e os raides na Anatólia Ocidental levados a cabo uma ou duas vezes por ano pelos muçulmanos levou os Bizantinos a desistirem de mais tentativas de retomar a Síria. Em 654-655, Otomão ordenou a preparação duma expedição para capturar a capital do Império Romano do Ocidente, Constantinopla, mas devido à agitação surgida em 655 que acabou por resultar no seu assassinato, a expedição foi adiada por décadas, só tendo sido levada a cabo, sem sucesso, na dinastia seguinte, os Omíadas.
O assassínio de Otomão no verão de 656 e a subsequente nomeação de Ali como califa esteve na origem da primeira guerra civil (Primeira Fitna), que marcou o fim do Califado Ortodoxo e a sua substituição pelo Dinastia Omíada, a qual transferiu a capital para Damasco.

## Administração da Síria durante o Califado Ortodoxo

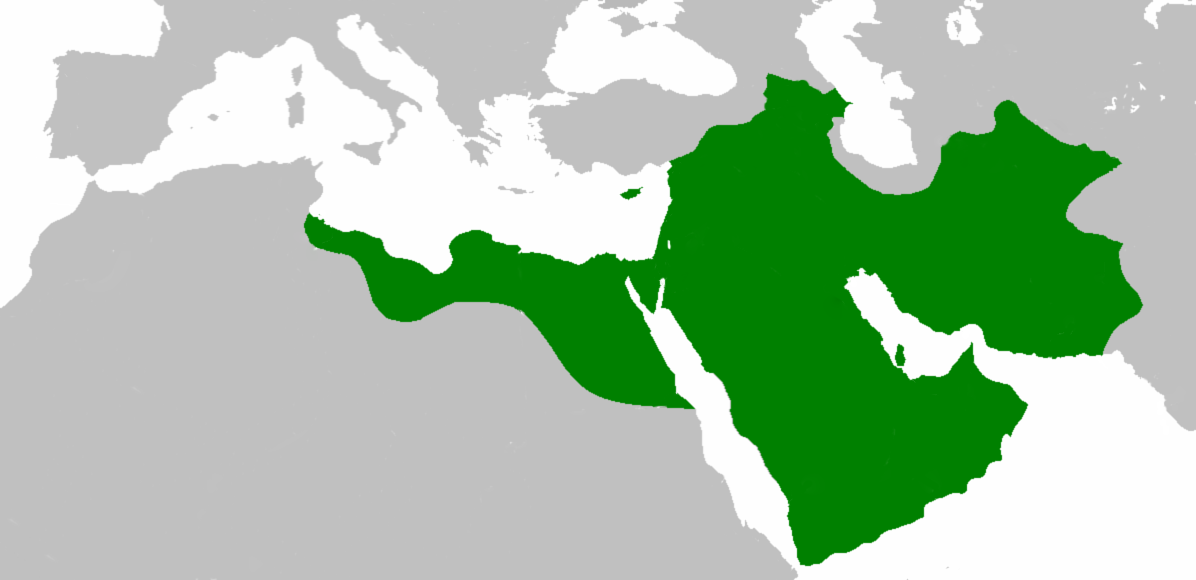
Califado Ortodoxo em 654, durante o reinado de Otomão

Os novos governantes muçulmanos dividiram a Síria em quatro distritos (jundes): Junde de Damasco, Junde de Hims (ou Homs), Junde de Urdune (Jordão) e Junde de Filastine (Palestina). Posteriormente foi criado um quinto junde, Junde de Quinacerim. As guarnições árabes eram mantidas separadas em acampamentos e a vida das populações locais não mudou muito. O governo muçulmano adotou uma política de tolerância em relação a outras religiões, que teve um efeito positivo para algumas populações, especialmente para os cristãos nestorianos e jacobitas e para os judeus (Povos do Livro para os muçulmanos), que anteriormente tinham sido perseguidos pelo regime bizantino.
Os impostos instituídos foram o caraje, sobre os donos de terras e camponeses, pago conforme a produtividade das suas terras; e a jizia, um tributo pago pelos não muçulmanos em troca da proteção do estado islâmico e da isenção do serviço militar. A administração civil bizantina foi mantida até ser criado um novo sistema; por conseguinte, o grego continuou a ser a língua administrativa nos novos territórios muçulmanos por mais de 50 anos depois das conquistas.